# Теракт на рынке Кармель
Теракт на рынке Кармель — теракт несовершеннолетнего подрывника-смертника, произошедший 1 ноября 2004 года на рынке Кармель, расположенном в центре Тель-Авива в Израиле. Один из случаев использования палестинских детей в качестве подрывников-смертников. В результате нападения 3 мирных жителей были убиты и более 50 получили ранения.
Ответственность за нападение взял на себя Народный фронт освобождения Палестины.

## Взрыв
В понедельник, 1 ноября 2004 года, 16-летний палестинский террорист с «поясом шахида», спрятанным под одеждой, привел в действие взрывное устройство на рынке Кармель, расположенном в центре делового района Тель-Авива. Взрыв был произведен вскоре после 11:00, когда рынок был заполнен людьми; последовал пожар.
В результате теракта 3 гражданских лиц были убиты и более 50 получили ранения.

## Террорист
Ответственность за теракт взял на себя Народный фронт освобождения Палестины (палестинская группировка марксистско-ленинского толка), заявив, что нападение совершил 16-летний палестинский араб по имени Амар Альфар из пригорода Наблуса (Шхема).

## Реакции
Премьер-министр Израиля Ариэль Шарон заявил, что теракт продемонстрировал отсутствие изменений в палестинском руководстве. МИД Израиля потребовал от ПНА борьбы с терроризмом. ПНА в лице Ясера Арафата осудила теракт и вообще «убийства с обеих сторон». Мать террориста-смертника заявила: «Аморально посылать [на теракт-самоубийство] такого молодого. Надо было послать взрослого человека, понимающего смысл своих поступков».